# Смертельні перегони 4
Смертельні перегони 4 (англ. Death Race: Beyond Anarchy) — американський фільм 2018 року. Четверта та остання частина франшизи «Смертельні перегони».

## Сюжет
Фільм починається з повідомлень про занепад економіки США і високий рівень безробіття і злочинності в США. У деяких містах править анархія. Дії фільму переносяться до в'язниці «Спроул», яку юридично контролює компанія «Вейланд», але фактично там правлять самі ув'язнені, королем яких є беззмінний чемпіон Смертельних перегонів Франкенштейн, який фактично встановив у в'язниці жорстку диктатуру. Раз на півроку проводяться, оголошені офіційним урядом поза законом, Смертельні перегони, переможець яких, за оновленими правилами, займає місце Франкенштейна і стає «королем в'язниці».
Прямо під час фінального заїзду Смертельних перегонів, переможцем в яких вкотре стає Франкенштейн, компанія «Вейланд» направляє для «відновлення порядку в тюрмі» і ліквідації Франкенштейна групу спецназу, але їх заманюють в пастку і оточують. Майже всі бійці гинуть, поранених добивають бензопилою. Главі корпорації «Вейланд» дзвонить його начальнику і каже, що якщо найближчим часом вони не відновлять контроль над в'язницею, уряд забере її у компанії. Не бажаючи втрачати посаду, він вирішує відправити сержанта Коннора Гібсона до в'язниці під прикриттям для усунення Франкенштейна.

## У ролях
| Актор            | Роль                  |
| ---------------- | --------------------- |
| Зак Макгоун      | сержант Коннор Гібсон |
| Денні Гловер     | Балтімор Боб          |
| Крістін Марзано  | Джейн                 |
| Денні Трехо      | Голдберг              |
| Фредерік Колер   | Лістс                 |
| Велислав Павлов  | Франкенштейн          |
| Нолан Норт       | Франкенштейн (голос)  |
| Єнніс Чонг       | Джипсі Роус           |
| Кейсі Клер       | Бексі                 |
| Люсі Орден       | Карлі                 |
| Ніколас Аарон    | Джонні Лау            |
| Камерон Джек     | Ворден                |
| Теренс Мейнард   | Валентін              |
| Лоріна Камбурова | нацистка              |